# L'orgia
L'orgia és una pel·lícula de Francesc Bellmunt del 1978. És una de les primeres pel·lícules amb alt contingut sexual de la transició democràtica espanyola. És una obra clau de la memòria històrica d'un període i d'una generació reprimida.
Filmada en català, va ser doblada més tard al castellà amb la veu dels mateixos actors de la versió original. Pel·lícula filmada amb pocs recursos econòmics, el resultat va ser una feina de gran naturalitat i frescor.

## Argument
Un grup de nois i noies es tanquen un cap de setmana en una gran casa per fer una festa que a poc a poc es convertirà en una orgia. Però no tot és sexe; hi ha divagacions cinematogràfiques, xocolata amb xurros, molt d'humor.

## Banda sonora
La banda sonora d'aquesta pel·lícula és obra de R. Miles, Mirasol Colores i cançons populars.

## Repartiment
- Juanjo Puigcorbé com a Joan
- Alicia Orozco com a Cristina
- Josep Maria Loperena
- Lali Segorb
- Ricard Borràs
- Vicky Peña
- Joan Borràs
- Mercedes Molina
- Francesc Albiol
- Assumpta Rodés (Assumpta Serna)
- Pep Fortuny
- Andrea Bertti
- Antonio Maroño
- Dolors Ducastella
- Jordi Goncé
- Carme Elias
- Sílvia Munt